# Fogaraté
Fogaraté! es el título del séptimo álbum de estudio grabado por el cantautor dominicano Juan Luis Guerra y su grupo 4.40. Fue lanzado al mercado por la empresa discográfica Karen Records el 19 de julio de 1994. El álbum le mereció una nominación al Premio Grammy al Mejor Álbum Latino Tropical Tradicional en la 37°. edición anual de los Premios Grammy celebrada el miércoles 1°. de marzo de 1995.  El título del disco hace referencia al nombre común de la planta Mucuna pruriens, muy conocida en República Dominicana y de ciertas propiedades médicas. 
El álbum se caracteriza por diversidad de ritmos tropicales, tales como el son, la bachata, la salsa y el merengue tradicional de la República Dominicana, también conocido como merengue típico o perico ripiao. 
En este disco se destacan temas como "El farolito" y "La cosquillita" (Cuya música de la cosquillita fue hecha por Francisco Ulloa, popular merenguero de la República Dominicana). También se caracteriza por el primer tema en inglés "July 19th" y por la colaboración musical de Diblo Dibala en la guitarra del tema "Fogaraté".

## Lista de canciones
| Fogaraté! |                           |                                                     |          |  |
| N.º       | Título                    | Escritor(es)                                        | Duración |  |
| 1.        | «Los mangos bajitos»      | Juan Antonio Alix · Diblo Dibala · Juan Luis Guerra | 3:55     |  |
| 2.        | «El farolito»             | Juan Luis Guerra                                    | 3:42     |  |
| 3.        | «Los pajaritos»           | Juan Luis Guerra                                    | 4:02     |  |
| 4.        | «Viviré»                  | Juan Luis Guerra · Papa Wemba                       | 4:00     |  |
| 5.        | «El beso de la cigüatera» | Juan Luis Guerra                                    | 4:08     |  |
| 6.        | «Oficio de enamorado»     | Juan Luis Guerra                                    | 4:52     |  |
| 7.        | «Lacrimosa»               | Wolfgang Amadeus Mozart · Juan Luis Guerra          | 3:20     |  |
| 8.        | «Fogaraté»                | Diblo Dibala · Juan Luis Guerra                     | 3:40     |  |
| 9.        | «Canto de Hacha»          | Francisco Ulloa                                     | 3:53     |  |
| 10.       | «Oprobio»                 | Rafael Hernández                                    | 2:48     |  |
| 11.       | «July 19th»               | Juan Luis Guerra                                    | 4:06     |  |
| 12.       | «La Cosquillita»          | Juan Luis Guerra · Francisco Ulloa                  | 3:40     |  |
| 46:06     |                           |                                                     |          |  |

- Datos: Q5464064